# Constanze Siering
Constanze Siering (Recklinghausen, 10 de julio de 1991) es una deportista alemana que compitió en remo.
Ganó una medalla de bronce en el Campeonato Europeo de Remo de 2010, en la prueba de ocho con timonel. Participó en los Juegos Olímpicos de Londres 2012, ocupando el séptimo lugar en la misma prueba.

## Palmarés internacional
| Campeonato Europeo | Campeonato Europeo          | Campeonato Europeo | Campeonato Europeo |
| Año                | Lugar                       | Medalla            | Prueba             |
| ------------------ | --------------------------- | ------------------ | ------------------ |
| 2010               | Montemor-o-Velho (Portugal) | Medalla de bronce  | Ocho con timonel   |